# Rudolf Bauer
Rudolf Ignác Boldizsár Bauer (Budapest, 2 gennaio 1879 – Sósér, 9 novembre 1932) è stato un discobolo ungherese.

## Carriera
Atleta specializzato nel lancio del disco, alle Olimpiadi del 1900 a Parigi vinse la medaglia d'oro nella specialità e stabilì il nuovo record mondiale con 36,04 metri, davanti al ceco František Janda-Suk e allo statunitense  Richard Sheldon.

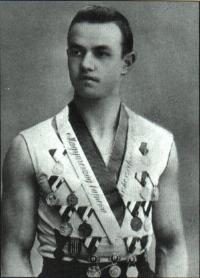
Rudolf Bauer dopo aver vinto le Olimpiadi di Parigi 1900.

## Palmarès

### Giochi olimpici
- Oro - Parigi 1900 - Lancio del disco